# 23648 Kolář
(23648) Kolář, denumire internațională (23648) Kolar, este un asteroid din centura principală de asteroizi.

## Descriere
23648 Kolář este un asteroid din centura principală de asteroizi. A fost descoperit pe 1 februarie 1997 la Observatorul din Ondřejov de Lenka Šarounová. Asteroidul prezintă o orbită caracterizată de o semiaxă mare de 2,35 ua, o excentricitate de 0,28 și o înclinație de 11,4° în raport cu ecliptica.